# Mumbai City FC
A Mumbai City Football Club egy profi labdarúgóklub Indiában, Mumbai városában, Mahárástra államban. A klubot 2014. augusztus 30-án alapították, alapítása óta az Indiai Szuperligában szerepel. Tulajdonosa a Bollywood meghatározó alakja, az indiai színművész, Ranbir Kapoor és Bimal Parekh okleveles könyvvizsgáló.
A csapatnál az alapítása óta több, a nemzetközi labdarúgásban is megfordult neves szakember és játékos is megfordult. A csapat első edzője az angol Peter Reid volt, de játszott a csapat színeiben Freddie Ljungberg és Nicolas Anelka is. Utóbbi játékos 2015-ben játékosedzőként is segítette a Mumbai City-t. 2016-ban Diego Forlán volt a csapat sztárjátékosa, és a Costa Rica-i Alexandre Guimarães a csapat vezetőedzője.
2018-ban Jorge Costa került a csapat élére, mint vezetőedző és leigazolták Rafael Bastost valamint Modou Sougout. A 2019-es idényre maradt a portugál vezetőedző a csapat élén, érkezett viszont a játékoskeretbe Ámín ál-Srmítí és Diego Carlos is, mint új igazolás.

## A klub története
2014 elején hivatalossá vált, hogy az Indiai labdarúgó-szövetség és az International Management Group elfogadja a nyolc érdeklődő város labdarúgócsapatának jelentkezését és megalakítja az Indiai Szuperligát, egy nyolccsapatos franchise-bajnokságot, amelyet a krikett bajnokságához, az indiai Premier Ligához hasonlóan bonyolítanak le.
2014. szeptember 15-én a klub szerződtette a francia válogatott egykori csatárát, Nicolas Anelkát, aki szabadon igazolható játékos volt, miután távozott az angol West Bromwich Albion csapatától. Anelkán kívül szerződtette a csapat a hetvenötszörös svéd válogatott középpályást, Freddie Ljungberget is, aki két évet azt megelőzően egyszer már felhagyott a profi futballal.
A Mumbai 2014. október 12-én, az Atlético de Kolkata csapata ellen játszotta első hivatalos mérkőzését a Salt Lake Stadionban. Az Anelka és Ljungberg nlkül felálló csapat 3–0-s vereséget szenvedett. 2014. október 18-án a klub a Pune City ellen megszerezte első győzelmét (5–0), a brazil André Moritz pedig megszerezte az újonnan alakult liga első mesterhármasát. A csapat a hetedik helyen végzett és lemaradt a rájátszásról.
Nicolas Anelka 2015 júliusában mint játékosedző folytatta, miután az angol Peter Reid távozott a csapat éléről. A klub szerződtette az indiai labdarúgás egyik élő legendáját, a válogatott szereplési és gólcsúcs tartóját, Sunil Chhetrit. A csapat ennek ellenére sem szerepelt jól a 2015-ös bajnokságban; a Mumbai mindössze négy mérkőzést nyert, és 14 mérkőzése közül hat mérkőzést veszített el. A bajnoki táblázaton a hatodik helyen végzett, Anelka pedig a szezon végén lemondott posztjáról és távozott a klubtól. Chhetri hét gólt szerzett a klub színeiben, köztük egy mesterhármassal, amit a NorthEast United ellen ért el.
Az első két szezon után a Mumbai City vezetősége nagy változásokat hajtott végre. Vezetőedzőnek a Costa Rica-i Alexandre Guimarãest nevezték ki, a klub pedig új otthonába, a Mumbai Labdarúgó Arénába költözött. A klub három hónapra szerződtették a 2010-es világbajnokság legjobb játékosának megválasztott uruguayi Diego Forlánt, egy évre szóló hosszabbítási opcióval. Forlán szerezte a bajnokság első mesterhármasát a Kerala Blasters elleni 5–0-s győzelem alkalmával, november 19-én. Az argentin Matias Defederico eredményes párost alkotott az uruguayival, a Mumbai a legtöbb gólt szerezve és a legkevesebbet kapva nyerte meg a 14 mérkőzéses alapszakaszt és jutott be a bajnokság rájátszásába. Ott az elődöntőben az Atletico de Kolkata ellen maradt alul az együttes. 
Guimarães a következő, immár őszi-tavaszi rendszerben lebonyolított idényre is maradt a csapat élén, míg a klub szerződtette Amrinder Szinght, 12, millió dollárért. Az indiai kapus az előző bajnokság legjobb teljesítményt nyújtó hálóőre volt, bajnoki címet nyert a Bengaluruval az indiai élvonalban. A szezont a 7. pozícióban fejezték be, ezzel a teljesítménnyel pedig nem sikerült bejutni a rájátszásba. Alexandre Guimarães az idény végén közös megegyezéssel távozott a csapat éléről.
A 2018-2019-es szezont megelőzően a portugál Jorge Costa lett a csapat vezetőedzője. Külföldi játékosként érkezett a klubhoz Modou Sougou, Rafael Bastos, Marko Klisura, Arnold Issoko, Paolo Machado, Matias Mirabaje és Lucian Goian. Az immár tízcsapatos alapszakaszban a Mumbai ugyan vereséggel kezdett, de 18 mérkőzéses alapszakasz alatt kilenc győzelmet és három döntetlent elérve végül a 3. helyen végzett és bejutott a rájátszásba. Ott az elődöntőben a Goa csapatától szenvedett összesítésben 2–5-ös vereséget. A csapatban több jó egyéni teljesítmény is akadt, Sougou 12 gólt szerzett az idény során, úgy, hogy két mesterhármast is szerzett, előbb a Kerala Blasters, majd az Atlético Kolkata ellen. A kapuban Amrinder Szingh nyújtott átlagon felüli teljesítményt, összesen hat mérkőzésen nem kapott gólt.
A 2019-20-as szezon előtt távozott a csapattól a klub színeiben legtöbb tétmérkőzésen szereplő Lucian Goian, de érkezett Mato Grgić, Ámín ál-Srmítí és Diego Carlos is, a csapat vezetőedzője pedig Jorge Costa maradt.

## A csapat sportfelszereléseinek gyártói és főszponzorai
| Időszak   | Mezgyártó  | Főszponzor |
| --------- | ---------- | ---------- |
| 2014—2015 | Nem volt   | Jabong.com |
| 2015—2016 | Puma       | Ace Group  |
| 2017—2018 | T10 Sports | Ace Group  |
| 2018—2020 | Sqad Gear  | Sportsadda |

## Játékoskeret
2019. szeptember 9-én frissítve.
| #  |     | Poszt | Név               |
| -- | --- | ----- | ----------------- |
| 1  | IND | K     | Amrinder Szingh   |
| 2  | IND | V     | Pratik Csaudhari  |
| 3  | IND | V     | Anvar Ali         |
| 4  | CRO | V     | Mato Grgić        |
| 5  | IND | KP    | Szurav Dasz       |
| 7  | GAB | CS    | Serge Kevyn       |
| 8  | IND | KP    | Mohamed Rafik     |
| 9  | TUN | CS    | Ámín ál-Srmítí    |
| 10 | POR | KP    | Paulo Machado (c) |
| 11 | IND | KP    | Raynier Fernandes |
| 12 | IND | KP    | Bidjananda Szingh |
| 14 | IND | KP    | Rowllin Borges    |
| 15 | IND | V     | Szubhaszis Bosz   |
| 16 | IND | V     | Szartak Gouli     |

| #  |     | Poszt | Név                 |
| -- | --- | ----- | ------------------- |
| 17 | IND | CS    | Prandzsal Bhumidzs  |
| 18 | BRA | CS    | Diego Carlos        |
| 19 | IND | KP    | Vignes Daksinamurti |
| 21 | TUN | KP    | Mohamed Larbi       |
| 22 | IND | K     | Ravi Kumár          |
| 23 | IND | V     | Szuvik Csakrabarti  |
| 25 | IND | CS    | Elen Dori           |
| 27 | IND | KP    | Szurcsandra Szingh  |
| 28 | SEN | CS    | Modou Sougou        |
| 29 | IND | KP    | Bipin Szingh        |
| 30 | IND | K     | Kunal Szavant       |
| 31 | IND | V     | Hmingthanmavia      |
| 32 | IND | V     | Davinder Szingh     |

## Rekordok
- A klub színeiben a legtöbbször, 53 alkalommal a román Lucian Goian szerepelt tétmérkőzésen.
- A legtöbb gólt szerző játékosok listája

2019. március 17-én frissítve.
|    | Név                | Időszak      | A bajnokság alapszakaszában | A rájátszásban | Összesen |
| -- | ------------------ | ------------ | --------------------------- | -------------- | -------- |
| 1  | Modou Sougou       | 2018–Present | 12 (16)                     | 0- 0(2)        | 12 (18)  |
| 2  | Szunil Cshetri     | 2015–16      | 7 (15)                      | 0- 0(2)        | 7 (17)   |
| 3  | Balvant Szingh     | 2017–18      | 6 (16)                      | 0- 0(-)        | 6 (16)   |
| 4  | Éverton Santos     | 2017–18      | 6 (18)                      | 0- 0(-)        | 6 (18)   |
| 5  | Diego Forlán       | 2016         | 5 (10)                      | 0- 0(1)        | 5 (11)   |
| 6  | Thiago             | 2017–18      | 5 (13)                      | 0- 0(-)        | 5 (13)   |
| 7  | Rafael Bastos      | 2018–19      | 3 (17)                      | 02 0(2)        | 5 (19)   |
| 8  | Sony Norde         | 2015–16      | 4 (21)                      | 0- 0(2)        | 4 (23)   |
| 9  | André Moritz       | 2014–15      | 3 (8)                       | 0- 0(-)        | 3 (8)    |
| 10 | Frédéric Piquionne | 2015         | 3 (12)                      | 0- 0(-)        | 3 (12)   |

## A klub vezetőedzői
2019. március 29-én frissítve.
| Név                 | Nemzetiség   | -tól                | -ig  | M  | Gy | D | V  | Lg | KG | %     |
| ------------------- | ------------ | ------------------- | ---- | -- | -- | - | -- | -- | -- | ----- |
| Peter Reid          | angol        | 2014. szeptember 4. | 2014 | 14 | 4  | 4 | 6  | 12 | 21 | 28,57 |
| Nicolas Anelka      | francia      | 2015. július 3.     | 2015 | 14 | 4  | 4 | 6  | 16 | 26 | 28,57 |
| Alexandre Guimarães | Costa Rica-i | 2016. április 19.   | 2018 | 34 | 13 | 8 | 13 | 43 | 37 | 38,24 |
| Jorge Costa         | portugál     | 2018. augusztus 14. |      | 21 | 10 | 3 | 8  | 25 | 26 | 47,62 |